# Günter Meisner
Günter Meisner (18 de abril de 1926 – 5 de diciembre de 1994) fue un actor alemán, reconocido por sus interpretaciones de Adolf Hitler y por su papel como Arthur Slugworth en Willy Wonka & the Chocolate Factory. Falleció a los 68 años a causa de un paro cardíaco durante la filmación de un episodio de la serie alemana Tatort.

## Filmografía seleccionada

### Cine y televisión
- 1957: A Time to Love and a Time to Die
- 1957: Kopf oder Zahl
- 1958: Viel Lärm um nichts
- 1958: Here I Am, Here I Stay
- 1959: Aus dem Tagebuch eines Frauenarztes
- 1959: The Death Ship
- 1959: The Black Chapel
- 1961: Question 7
- 1961: The Miracle of Father Malachia
- 1961: Diesmal muß es Kaviar sein
- 1962: The Counterfeit Traitor
- 1963: The Black Cobra
- 1963: Hafenpolizei
- 1964: Murderer in the Fog
- 1965: Code Name: Jaguar
- 1966: Is Paris Burning?
- 1966: The Quiller Memorandum
- 1966: Funeral in Berlin
- 1967: Der Mönch mit der Peitsche
- 1969: The Bridge at Remagen
- 1970: Hauser's Memory
- 1970: Poker - Poker
- 1971: Willy Wonka & the Chocolate Factory
- 1971: Ludwig L
- 1973: The Battle of Sutjeska
- 1973: Werwölfe
- 1974: Die Verrohung des Franz Blum
- 1974: The Odessa File
- 1974: Borsalino & Co.
- 1974: Between Wars
- 1975: La Chair de l'orchidée
- 1975: Familienglück
- 1975: Inside Out
- 1976: Voyage of the Damned
- 1977: Heinrich
- 1977: The Serpent's Egg
- 1978: The Boys from Brazil
- 1979: Schöner Gigolo, armer Gigolo
- 1979: Breakthrough
- 1979: Avalanche Express
- 1979: Ticket of No Return
- 1980: The American Success Company
- 1980: Winston Churchill: The Wilderness Years
- 1981: Silas
- 1982: Night Crossing
- 1982: Blood and Honor: Youth Under Hitler
- 1982: Rom ist in der kleinsten Hütte
- 1982: L'As des as
- 1982: Zwei Tote im Sender und Don Carlos im Pogl
- 1983: The Winds of War
- 1983: Plem, Plem - Die Schule brennt
- 1983: Chamäleon
- 1984: Under the Volcano
- 1984: Der Mord mit der Schere
- 1985: Drei gegen Drei
- 1986: Close Up
- 1986: Tras el cristal
- 1986: Das Geheimnis von Lismore Castle
- 1986: Gestatten, Bestatter
- 1987: Visperas)
- 1987: Indras Rache
- 1987: Der elegante Hund
- 1988: Zum Beispiel Otto Spalt
- 1989: Magdalene
- 1989: Bride of the Orient
- 1989: Roselyne et les lions
- 1989: The Saint: The Big Bang
- 1989: Moon Child
- 1990: Estación Central
- 1990: The Man Inside
- 1990: Il piccolo popolo
- 1990: Te Rua
- 1991: Leporella
- 1992: Ruby Cairo
- 1993: Faraway, So Close!
- 1993: Posthuman
- 1993: Harry & Sunny
- 1994: The Violin Player
- 1994: Air Albatros
- 1994: Eine Mutter kämpft um ihren Sohn